# Goniusa
Goniusa (лат.) — род мирмекофильных коротконадкрылых жуков из подсемейства Aleocharinae (Athetini, Staphylinidae). Неарктика.

## Распространение
Северная Америка: Канада и США.

## Описание
Мелкие жуки длиной от 3,2 до 4,2 мм, ширина переднеспинки от 0,84 до 1,07 мм. Тело широкое, красновато-коричневое, темно-коричневое, голова темнее. Усики 11-члениковые. Формула члеников лапок: 4-5-5. Живут в гнёздах муравьёв, в том числе, в муравейниках рода Formica.

## Систематика
Близки к роду Pella. Первоначально включались в состав триб Callcerini и Zyrasini.
- Goniusa alperti Kistner, 1976[1]
- Goniusa caysei Gusarov, 2003[2]
- Goniusa carrorum Maruyama and Klimaszewski, 2004[3]
- Вид, исключённый из состава рода:
  - Lypoglossa obtusa (Le Conte, 1866) (Lypoglossa Fenyes, 1918)
    - = Goniusa obtusa (Le Conte, 1866)
    - = Euryusa obtusa Le Conte, 1866